# 계남중학교 (경기)
계남중학교(桂南中學校)는 대한민국 경기도 부천시 원미구 중동에 있는 공립 중학교이다.

## 학교 연혁
- 1993년 3월 1일 : 계남중학교 개교
- 1993년 3월 1일 : 초대 이은복 교장 취임
- 1994년 2월 15일 : 제1회 졸업식(졸업생 79명)
- 2000년 8월 17일 : 신관 준공(12실)
- 2022년 3월 1일 : 문명란 교장 취임
- 2024년 1월 9일 : 제31회 졸업식 졸업생 201명(총 졸업생 12,767명)
- 2024년 3월 4일 : 총 20학급 편성(1학년 6, 2학년 6, 3학년 8학급) 및 신입생 168명 입학

## 참고 자료
- 계남중학교 - 한국교육학술정보원 학교알리미